# فرانك أندرسون (لاعب شطرنج)
فرانك أندرسون هو لاعب شطرنج كندي، ولد في 3 يناير 1928 في إدمونتون في كندا، وتوفي في 18 سبتمبر 1980 في سان دييغو في الولايات المتحدة.

## وصلات خارجية
- فرانك أندرسون على موقع مباريات الشطرنج (الإنجليزية)
- فرانك أندرسون على موقع 365Chess.com (الإنجليزية)
- فرانك أندرسون على موقع Chesstempo.com (الإنجليزية)
- فرانك أندرسون سجل أولمبياد الشطرنج على موقع OlimpBase.org (الإنجليزية)